# Theridion melanoprorum orientale
Theridion melanoprorum là một phân loài nhện trong họ Theridiidae.
Loài này thuộc chi Theridion. Theridion melanoprorum orientale được Eugène Simon miêu tả năm 1909.